# Ettrokro
 (janvier 2024).
Si vous disposez d'ouvrages ou d'articles de référence ou si vous connaissez des sites web de qualité traitant du thème abordé ici, merci de compléter l'article en donnant les références utiles à sa vérifiabilité et en les liant à la section « Notes et références ».
Ettrokro  est une commune du centre de la Côte d'Ivoire, et appartenant au département de Daoukro, Région de Iffou.

## Description
La localité d'Ettrokro est un chef-lieu de commune. Elle est l’une des 61 localités érigées en communes de plein exercice par la loi no 95-942 du 13 décembre 1995. Ettrokro est érigée en chef-lieu de sous préfecture en 1986 par le décret no 86-1021 du 24 septembre 1986.
Il comprend seize villages composés de tribus Abbè et N’Djé : Comoe N’Goua, Konien Kouamékro, Assa Comoékro, Ettien Kouadiokro, Ettrokro, Koffikro, Lalassou, Akakro, Kokossou, Tchimoukro, Katimanssou, Ouakabessin, Kouamékro, Samanza, Zanzansou, N’Douffoukro.
L’économie est dominée par l’agriculture. Sur le plan coutumier, il dépend du siège de la royauté Abbè de Katimassou.

## Géographie
Elle est située dans le département de Daoukro et de la sous-préfecture centrale d'Ettrokro, dans la région de l’Iffou.
Ettrokro est une ville située à 290 kilomètres d’Abidjan dans le département de Daoukro, au centre-est de la Cote d’Ivoire. La ville est limitée au nord par la sous-préfecture de Prikro, à l’Est par la sous-préfecture d’Agnibilékrou et de Koun-Fao et à l’ouest par la sous-préfecture de Ouellé.

## Historique
Ettrokro fait partie de la tribu Abe et forme avec la tribu N’djé, deux groupements de la population de la localité. Les ancêtres des habitants d’Ettrokro village sont venus à l’instar du groupe Akan du Ghana actuel au XVIIIe siècle. Lorsque Nanan Kouakou Ettro accéda au trône, il établit son peuple définitivement dans un campement qui porta son nom : Ettrokro qui signifie village d’Ettro.

## Relief
Il est dominé par les hauts plateaux rompus par endroits, par des bas-fonds.

## Flore
Elle est caractérisée par un immense couvert forestier qui couvre les ¾ de la commune.
Un peu de savane arborée au niveau de Katimansou.

## Climat
Le climat est de type Baouléen, à deux saisons :
- une saison des pluies ;
- une saison sèche.

### Hydrographie
La commune est arrosée par les rivières Lala et le Malima. Deux barrages à vocation agricole ont été aménagés, l'un appelé communément Setao à Ettrokro et l'autre à Assa-Comoékro.

## Géographie humaine

### Démographie
La population est estimée à 6 000 habitants répartis sur les cinq villages, plus la ville d'Ettrokro (Ettien-Kouadiokro, Koffikro, Lalassou et Akakro). Elle est dominée par le peuple Abbè. Mais le chef-lieu de la commune qui compte environ 2 000 habitants est aussi peuplé des allochtones ivoiriens avec une forte colonie de Baoulé, de Koulango et de Malinké ; on y rencontre également des allogènes Béninois, Burkinabés, Ghanéens, Maliens et Nigériens, etc.

## Politique
Maires
- 1996-2001 : Komenan Koissi ;
- 2001-2013 : Bissi N’Da Gabriel ;
- Depuis 2013-2023 : Kouakou Koffi[2].
- Depuis 2023: kouame issouf

### Économie
L’économie est essentiellement agricole. Le café et le cacao, cultures d’exploitation, autrefois prospères, ont accusé un recul considérable à la suite du vieillissement du verger. De nouvelles cultures de rente ont fait leur apparition ; c’est le cas de l’anacarde, de l’hévéa…

#### Cultures vivrières
L’igname, base de l’alimentation des populations, est cultivée dans tous les villages. Le riz commence à entrer dans les habitudes alimentaires des populations mais il est surtout cultivé pour être vendu. Les nombreux bas-fonds sont exploités à cet effet.
D’autres spéculations qui intéressent de plus en plus les populations telles que le manioc, le maïs, la banane plantain, l’arachide, etc.

#### Pêche et élevage
La pêche et l’élevage constituent des potentialités économiques insuffisamment exploitées. Les eaux du barrage SETAO ne sont malheureusement pas exploitées. Si bien qu’elles sont recouvertes d’herbes.
L’élevage de bovins, des ovins et quelques petits ruminants est pratiqué grâce à des éleveurs.

#### Industrie
La petite et moyenne industrie se résume à quelques moulins.

#### Secteur tertiaire, commerce
Le commerce au chef-lieu de la commune est dominé par des commerçants détaillants qui tiennent des boutiques.
Trois marchés hebdomadaires constituent les principaux lieux d’échanges dans la commune. Ce sont :
- le marché d'Ettrokro, les mercredis ;
- le marché d'Akakro, les mardis ;
- le marché de Zougloukro, les samedis.

Sur le plan financier, pas de structure bancaire. Le réceptif hôtelier est faible avec un hôtel d’une capacité de huit chambres. Il y a quelques restaurants et autres : maquis chez Damas, au sous-sol, maquis le château d’eau. Le wifi et le code 45.

## Administration
La plupart des services administratifs se rencontrent à Ettrokro :
- Les bureaux de la sous-préfecture ;
- Le cantonnement des Eaux et Forêts ;
- Un poste de gendarmerie ;
- Un centre du service social :
- Une inspection de l'enseignement primaire et du préscolaire ouverte en septembre 2018.

Il y a aussi des structures telles que la SAPH.
L’Anader, structure installée depuis 1995 dans la commune, exécute tous les programmes ou projets de développement rural à lui confiés par l’État ; elle conseille et favorise le professionnalisme des planteurs, des éleveurs, des pêcheurs, etc. dans les productions agricoles et animales.

## Enseignement

### Enseignement préscolaire et primaire
La commune compte une école préscolaire et des écoles primaires toutes publiques dont :
- Un groupe scolaire de douze classes dans la ville d'Ettrokro et une école maternelle ;
- Un groupe scolaire de douze classes à Ettien Kouadiokro ;
- Une école de six classes à Akakro ;
- Une école de six classes à Lalasou ;
- Une école de trois classes à Koffikro ;
- Une école de trois classes en paillote à Zougloukro ;
- Une école de trois classes à Nda Komenankro ;
- Une école de trois classes à Boblenou ;
- Une école de trois classes à Lapinkro.

### Enseignement secondaire
Le Collège Moderne d'Ettrokro est le seul établissement secondaire de la commune. Il a été ouvert en 2011-2012, et a une capacité d’accueil d’au moins 1 500 élèves.
Un collège privé a aussi ouvert en 2017-2018, et un autre vient d'ouvrir en 2018.

## Infrastructures et équipement
La ville d'Ettrokro compte environ deux kilomètres de routes non bitumées sur une voie qui la traverse. La circulation se fait essentiellement sur des routes en terre battue. Des rues qui restent impraticables toute la saison des pluies à cause de l’érosion des eaux de ruissellement. Cet état de fait pose un véritable problème d’assainissement.

## Santé
Ettrokro dispose d’un centre de santé urbain de première catégorie depuis 2006. Il est composé d’un bâtiment principal et renferme les services suivants :
- Médecine générale : huit lits ;
- Maternité : deux lits.

## Extraction minière, énergie
Depuis peu, l'extraction de l'or se fait clandestinement. Sur les cinq villages que compte la commune, seulement deux sont électrifiés, il s'agit d'Ettien-Kouadiokro et d'Ettrokro. En 2015, Koffikro, Lalassou et Akakro ont bénéficié de l'électrification. Il en est de même pour l’adduction d’eau.